# Episodi di Outrageous Fortune - Crimini di famiglia (quarta stagione)
La quarta stagione della serie televisiva Outrageous Fortune - Crimini di famiglia è stata trasmessa in anteprima in Nuova Zelanda da TV3 tra il 17 giugno 2008 e il 14 ottobre 2008.
| nº | Titolo originale                     | Titolo italiano | Prima TV Nuova Zelanda | Prima TV Italia |
| -- | ------------------------------------ | --------------- | ---------------------- | --------------- |
| 1  | Thinking Makes It So                 |                 | 17 giugno 2008         |                 |
| 2  | The Edge of Husbandry                |                 | 24 giugno 2008         |                 |
| 3  | As Much Containing                   |                 | 1º luglio 2008         |                 |
| 4  | Revenged Most Thoroughly             |                 | 8 luglio 2008          |                 |
| 5  | Remorseless, Treacherous, Lecherous  |                 | 15 luglio 2008         |                 |
| 6  | A Good Child and a True Gentleman    |                 | 22 luglio 2008         |                 |
| 7  | What Is a Man?                       |                 | 29 luglio 2008         |                 |
| 8  | Guilty Creatures                     |                 | 5 agosto 2008          |                 |
| 9  | Most Foul, Strange and Unnatural     |                 | 12 agosto 2008         |                 |
| 10 | The King, the King's to Blame        |                 | 19 agosto 2008         |                 |
| 11 | Most Valiant                         |                 | 26 agosto 2008         |                 |
| 12 | Let Them Throw Millions              |                 | 2 settembre 2008       |                 |
| 13 | Your Chaste Treasure                 |                 | 9 settembre 2008       |                 |
| 14 | Rest Her Soul                        |                 | 16 settembre 2008      |                 |
| 15 | Affection! Pooh!                     |                 | 23 settembre 2008      |                 |
| 16 | A Sister Driven Into Desperate Terms |                 | 30 settembre 2008      |                 |
| 17 | Dangerous Conjectures                |                 | 7 ottobre 2008         |                 |
| 18 | Who Comes Here?                      |                 | 14 ottobre 2008        |                 |